# Liste der Biografien/Dn
Liste der Biografien |
Portal Biografien |
Personensuche
# |
A |
B |
C |
D |
E |
F |
G |
H |
I |
J |
K |
L |
M |
N |
O |
P |
Q |
R |
S |
T |
U |
V |
W |
X |
Y |
Z |
?
 
Da |
Db |
Dc |
Dd |
De |
Dg |
Dh |
Di |
Dj |
Dk |
Dl |
Dm |
Dn |
Do |
Dq |
Dr |
Ds |
Du |
Dv |
Dw |
Dy |
Dz
Die Liste der Biografien führt alle Personen auf, die in der deutschsprachigen Wikipedia einen Artikel haben. Dieses ist eine Teilliste mit 3 Einträgen von Personen, deren Namen mit den Buchstaben „Dn“ beginnt.

## Dn

### Dnd
- Dndesian, Yeghia (1834–1881), armenischer Musiker und Musikreformer

### Dne
- Dneprow, Anatoli (1919–1975), russischer Science-Fiction-Autor und Physiker ukrainischer Abstammung

### Dny
- Dnyaneshwar (1275–1296), indischer Dichter und Mystiker